# Sarah Bowdich Lee
Pour les articles homonymes, voir Sarah Lee.
Sarah Bowdich Lee, née Sarah Wallis (née le 10 septembre 1791 et morte le 22 septembre 1856), est une exploratrice et une naturaliste britannique. Elle est considérée aujourd'hui comme une pionnière de l'ichtyologie.

## Biographie
En 1813, elle épousa Thomas Edward Bowdich (1790-1824), qui partagea sa carrière de naturaliste.
En 1826, elle épousa Robert Lee et, les années suivantes, publia des ouvrages sous le nom de « Mrs. R. Lee. » 

## Œuvres
En 1820, Bowdich publie anonymement un traité sur la taxidermie.
En 1826, elle publie Excursions in Madeira and Porto Santo, during the autumn of 1823, while on his third voyage to Africa. Cet ouvrage relate les chroniques du voyage d'exploration qu'elle a réalisé avec son mari à la Sierra Leone, durant lequel celui-ci perd la vie en 1824. Elle réalise les illustrations pour l'ensemble de l'ouvrage, la majorité du texte ayant été rédigé par son mari. Elle rédige toutefois elle-même le dernier chapitre du livre, qui porte sur une vingtaine d'espèces de poissons de la région du Madère. Certaines espèces étant inconnues du milieu scientifique européen à l'époque, elle propose des noms pour celles-ci.
Son œuvre la plus colossale est un ouvrage intitutlé Fresh-Water Fishes of Great Britain, publié en 1828. Elle y décrit des espèces de poissons d’eau douce de Grande-Bretagne, classés selon la classification linnéenne. Bowdich illustre elle-même les 50 copies des 12 volumes produits avec des aquarelles sur vélin, recouvertes par endroits de feuilles d’or et d’argent qui reproduisent l’iridescence des écailles. Pour ce projet, elle réalise à elle seule près de 3000 illustrations.
Elle publia, en 1833, les Mémoires du baron Georges Cuvier en anglais et traduits en français par Théodore Lacordaire. Puisque Bowdich était une amie et proche collaboratrice de Cuvier, la famille de l’anatomiste a insisté pour que ce soit elle qui rédige ses mémoires, ce qui a fait d’elle une très rare pair féminine à rédiger la biographie d’un homme de science célèbre.